# G. Simon Harak
G. Simon Harak (Derby, Connecticut, 1948) es un activista por la paz americano, profesor de teología y Director del Centro para la Paz en la Universidad Marquette.
De 2003 a enero de 2007, Harak sirvió como el Coordinador de Antimilitarismo en la Oficina Nacional de la Liga de Resistentes de la Guerra.  
Harak fue nombrado "Metro Nueva York Pacifista del Año" y "Pacifista Nacional del Año" por Pax Christi Metro Nueva York y Pax Christi Long Island en 2005.

## Educación
Harak obtuvo su B.A. en Fairfield Universidad y  M.div. en la Escuela Jesuita de Teología en Berkeley, y también un M.A. y un Ph.D. en ética en la Universidad de Notre Dame.